# HD 192934
HD 192934，又名BD+38 3977，SAO 69720、HR 7752，是一颗恒星，视星等为6.27，位于銀經76.36，銀緯2.08，其B1900.0坐标为赤經20h 12m 25.4s，赤緯+38° 2.08′ 27″。